# Tsoanelo Koetle
Tsoanelo Koetle (sinh ngày 22 tháng 11 năm 1992) là một cầu thủ bóng đá người Lesotho thi đấu cho Lioli ở vị trí tiền vệ. Anh thi đấu tại Vòng loại giải vô địch bóng đá thế giới 2014.

## Sự nghiệp quốc tế

### Bàn thắng quốc tế
Tỉ số và kết quả liệt kê bàn thắng của Lesotho trước.
| #  | Ngày               | Địa điểm                                 | Đối thủ  | Tỉ số | Kết quả | Giải đấu                                     |
| -- | ------------------ | ---------------------------------------- | -------- | ----- | ------- | -------------------------------------------- |
| 1. | 8 tháng 9 năm 2013 | Sân vận động Al-Hilal, Omdurman, Sudan   | Sudan    | 3–1   | 3–1     | Vòng loại giải vô địch bóng đá thế giới 2014 |
| 2. | 5 tháng 7 năm 2017 | Sân vận động Moruleng, Moruleng, Nam Phi | Zimbabwe | 3–4   | 3–4     | 2017 Cúp COSAFA                              |